# Tour de Pologne 2015
Tour de Pologne 2015 – 72. edycja wyścigu kolarskiego Tour de Pologne, która odbyła się w dniach 2 – 8 sierpnia 2015. Impreza należała do cyklu UCI World Tour 2015.
Po 5-letniej przerwie trasa wyścigu w całości wiodła przez terytorium Polski – w edycjach 2010, 2011, 2012, 2013 i 2014 etapy lub części etapów odbyły się bowiem poza granicami Rzeczypospolitej (w Republice Czeskiej, we Włoszech i na Słowacji).

## Uczestnicy
Na starcie wyścigu stanęło 19 ekip. Wśród nich wszystkie siedemnaście ekip UCI World Tour 2015 oraz dwie inne zaproszone przez organizatorów.
Lista drużyn uczestniczących w wyścigu:
| Numery | Kod | Drużyna             |
| ------ | --- | ------------------- |
| 1-8    | TTS | Team Tinkoff-Saxo   |
| 11-18  | EQS | Etixx-Quick Step    |
| 21-28  | AST | Pro Team Astana     |
| 31-38  | SKY | Team Sky            |
| 41-48  | LAM | Lampre-Merida       |
| 51-58  | BMC | BMC Racing Team     |
| 61-68  | MOV | Movistar Team       |
| 71-78  | OGE | Orica-GreenEdge     |
| 81-88  | GIA | Team Giant-Alpecin  |
| 91-98  | TRE | Trek Factory Racing |

| Numery  | Kod | Drużyna                |
| ------- | --- | ---------------------- |
| 101-108 | KAT | Team Katusha           |
| 111-118 | LTJ | Team LottoNL-Jumbo     |
| 121-128 | LTS | Lotto Soudal           |
| 131-138 | TCG | Team Cannondale-Garmin |
| 141-148 | ALM | Ag2r-La Mondiale       |
| 151-158 | IAM | IAM Cycling            |
| 161-168 | FDJ | FDJ.fr                 |
| 171-178 | CCC | CCC Sprandi Polkowice  |
| 181-188 | POL | Reprezentacja Polski   |

## Etapy
| Etap | Data       | Start             | Meta                | Dystans | Typ | Typ         | Zwycięzca          | Lider           |
| ---- | ---------- | ----------------- | ------------------- | ------- | --- | ----------- | ------------------ | --------------- |
| 1.   | 2 sierpnia | Warszawa          | Warszawa            | 122 km  |     | płaski      | Marcel Kittel      | Marcel Kittel   |
| 2.   | 3 sierpnia | Częstochowa       | Dąbrowa Górnicza    | 146 km  |     | płaski      | Matteo Pelucchi    | Marcel Kittel   |
| 3.   | 4 sierpnia | Zawiercie         | Katowice            | 166 km  |     | płaski      | Matteo Pelucchi    | Marcel Kittel   |
| 4.   | 5 sierpnia | Jaworzno          | Nowy Sącz           | 220 km  |     | pagórkowaty | Maciej Bodnar      | Kamil Zieliński |
| 5.   | 6 sierpnia | Nowy Sącz         | Zakopane            | 223 km  |     | górski      | Bart De Clercq     | Bart De Clercq  |
| 6.   | 7 sierpnia | Terma Bukowina T. | Bukowina Tatrzańska | 174 km  |     | górski      | Sergio Henao       | Sergio Henao    |
| 7.   | 8 sierpnia | Kraków            | Kraków              | 25 km   |     | ITT         | Marcin Białobłocki | Jon Izagirre    |

### 1. etap: Warszawa > Warszawa, 122 km
| Miejsce | Zawodnik          | Zespół             | Czas       |
| ------- | ----------------- | ------------------ | ---------- |
| 1.      | Marcel Kittel     | Team Giant-Alpecin | 2h 43' 13" |
| 2.      | Caleb Ewan        | Orica-GreenEdge    | + 0"       |
| 3.      | Niccolò Bonifazio | Lampre-Merida      | + 0"       |
| 4.      | Dennis van Winden | Team LottoNL-Jumbo | + 0"       |
| 5.      | Sébastien Turgot  | Ag2r-La Mondiale   | + 0"       |

| Miejsce | Zawodnik          | Zespół             | Czas       |
| ------- | ----------------- | ------------------ | ---------- |
| 1.      | Marcel Kittel     | Team Giant-Alpecin | 2h 43' 03" |
| 2.      | Caleb Ewan        | Orica-GreenEdge    | + 4"       |
| 3.      | Niccolò Bonifazio | Lampre-Merida      | + 6"       |
| 4.      | Dennis van Winden | Team LottoNL-Jumbo | + 10"      |
| 5.      | Sébastien Turgot  | Ag2r-La Mondiale   | + 10"      |

### 2. etap: Częstochowa > Dąbrowa Górnicza, 146 km
| Miejsce | Zawodnik        | Zespół              | Czas       |
| ------- | --------------- | ------------------- | ---------- |
| 1.      | Matteo Pelucchi | IAM Cycling         | 3h 20' 12" |
| 2.      | Marcel Kittel   | Team Giant-Alpecin  | + 0"       |
| 3.      | Giacomo Nizzolo | Trek Factory Racing | + 0"       |
| 4.      | Kris Boeckmans  | Lotto Soudal        | + 0"       |
| 5.      | Sacha Modolo    | Lampre-Merida       | + 0"       |

| Miejsce | Zawodnik          | Zespół              | Czas       |
| ------- | ----------------- | ------------------- | ---------- |
| 1.      | Marcel Kittel     | Team Giant-Alpecin  | 6h 03' 09" |
| 2.      | Caleb Ewan        | Orica-GreenEdge     | + 10"      |
| 3.      | Niccolò Bonifazio | Lampre-Merida       | + 12"      |
| 4.      | Giacomo Nizzolo   | Trek Factory Racing | + 12"      |
| 5.      | Marcus Burghardt  | BMC Racing Team     | + 13"      |

### 3. etap: Zawiercie > Katowice, 166 km
| Miejsce | Zawodnik          | Zespół              | Czas       |
| ------- | ----------------- | ------------------- | ---------- |
| 1.      | Matteo Pelucchi   | IAM Cycling         | 3h 48' 41" |
| 2.      | Giacomo Nizzolo   | Trek Factory Racing | + 0"       |
| 3.      | Tom Van Asbroeck  | Team LottoNL-Jumbo  | + 0"       |
| 4.      | Roberto Ferrari   | Lampre-Merida       | + 0"       |
| 5.      | Niccolò Bonifazio | Lampre-Merida       | + 0"       |

| Miejsce | Zawodnik          | Zespół              | Czas       |
| ------- | ----------------- | ------------------- | ---------- |
| 1.      | Marcel Kittel     | Team Giant-Alpecin  | 9h 51' 50" |
| 2.      | Giacomo Nizzolo   | Trek Factory Racing | + 6"       |
| 3.      | Caleb Ewan        | Orica-GreenEdge     | + 10"      |
| 4.      | Marcus Burghardt  | BMC Racing Team     | + 10"      |
| 5.      | Niccolò Bonifazio | Lampre-Merida       | + 12"      |

### 4. etap: Jaworzno > Nowy Sącz, 220 km

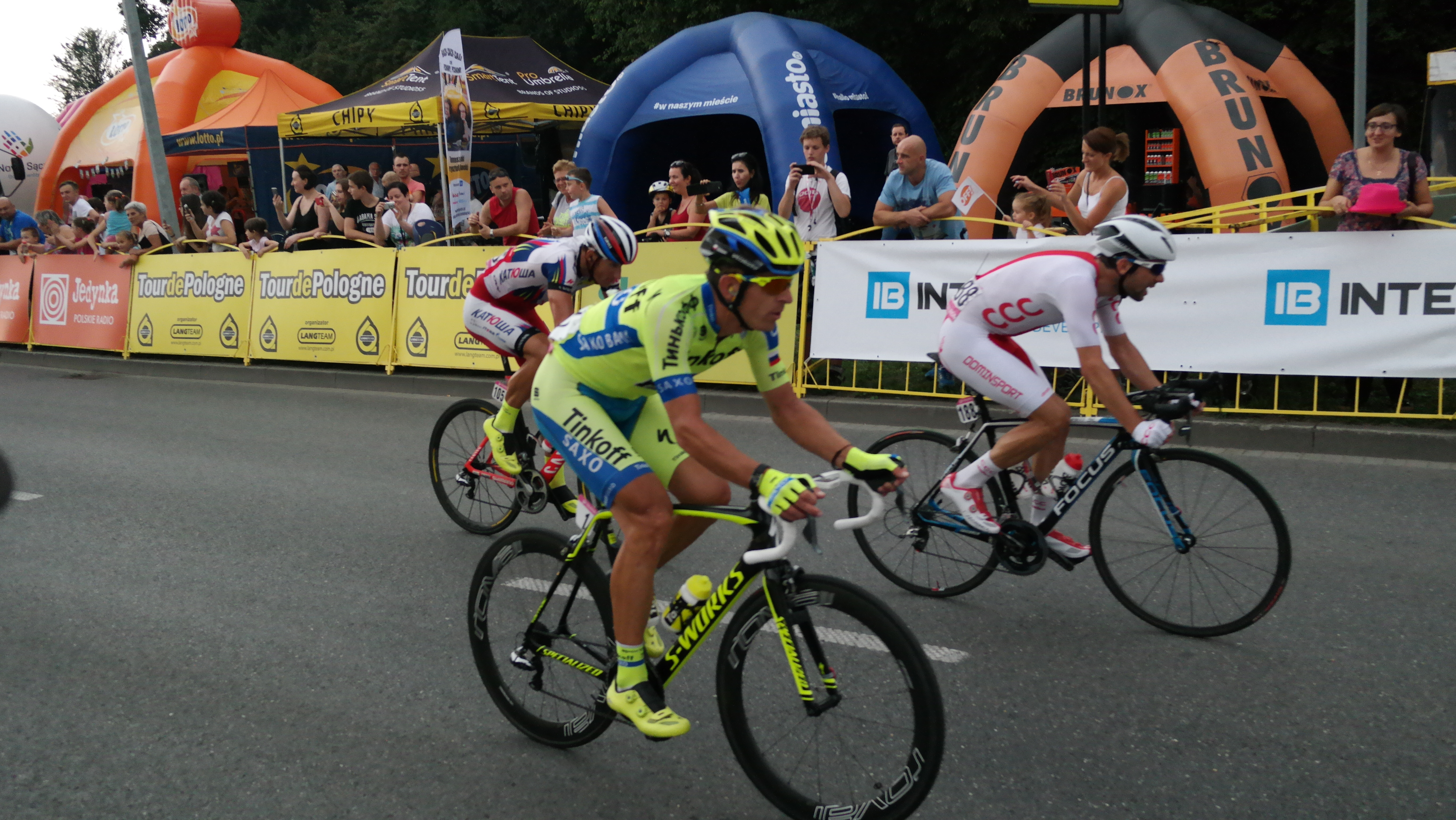
Ucieczka podczas 4. etapu.

| Miejsce | Zawodnik        | Zespół               | Czas       |
| ------- | --------------- | -------------------- | ---------- |
| 1.      | Maciej Bodnar   | Tinkoff-Saxo         | 5h 14' 29" |
| 2.      | Kamil Zieliński | Reprezentacja Polski | + 0"       |
| 3.      | Gatis Smukulis  | Team Katusha         | + 0"       |
| 4.      | Caleb Ewan      | Orica GreenEdge      | + 20"      |
| 5.      | Luka Mezgec     | Team Giant-Shimano   | + 20"      |

| Miejsce | Zawodnik         | Zespół               | Czas        |
| ------- | ---------------- | -------------------- | ----------- |
| 1.      | Kamil Zieliński  | Reprezentacja Polski | 15h 06' 27" |
| 2.      | Maciej Bodnar    | Tinkoff-Saxo         | + 3"        |
| 3.      | Caleb Ewan       | Orica GreenEdge      | + 22"       |
| 4.      | Marcus Burghardt | BMC Racing Team      | + 22"       |
| 5.      | Tom Van Asbroeck | Team LottoNL-Jumbo   | +2 4"       |

### 5. etap: Nowy Sącz > Zakopane, 223 km
| Miejsce | Zawodnik              | Zespół          | Czas       |
| ------- | --------------------- | --------------- | ---------- |
| 1.      | Bart De Clercq        | Lotto Soudal    | 5h 48' 49" |
| 2.      | Diego Ulissi          | Lampre-Merida   | + 3"       |
| 3.      | Sébastien Reichenbach | IAM Cycling     | + 3"       |
| 4.      | Sergio Henao          | Team Sky        | + 7"       |
| 5.      | Ben Hermans           | BMC Racing Team | + 7"       |

| Miejsce | Zawodnik       | Zespół                 | Czas        |
| ------- | -------------- | ---------------------- | ----------- |
| 1.      | Bart De Clercq | Lotto Soudal           | 20h 55' 42" |
| 2.      | Diego Ulissi   | Lampre-Merida          | + 4"        |
| 3.      | Davide Formolo | Team Cannondale-Garmin | + 6"        |
| 4.      | Ben Hermans    | BMC Racing Team        | + 9"        |
| 5.      | Jon Izagirre   | Movistar Team          | + 9"        |

### 6. etap: Termy Bukowina Tatrzańska > Bukowina Tatrzańska, 174 km
| Miejsce | Zawodnik          | Zespół             | Czas       |
| ------- | ----------------- | ------------------ | ---------- |
| 1.      | Sergio Henao      | Team Sky           | 4h 38' 27" |
| 2.      | Diego Ulissi      | Lampre-Merida      | + 8"       |
| 3.      | Lawson Craddock   | Team Giant-Alpecin | + 8"       |
| 4.      | Christophe Riblon | Ag2r-La Mondiale   | + 8"       |
| 5.      | Fabio Aru         | Astana Pro Team    | + 8"       |

| Miejsce | Zawodnik       | Zespół                 | Czas        |
| ------- | -------------- | ---------------------- | ----------- |
| 1.      | Sergio Henao   | Team Sky               | 25h 34' 15' |
| 2.      | Diego Ulissi   | Lampre-Merida          | + 0"        |
| 3.      | Bart De Clercq | Lotto Soudal           | + 10"       |
| 4.      | Davide Formolo | Team Cannondale-Garmin | + 11"       |
| 5.      | Ben Hermans    | BMC Racing Team        | + 14"       |

### 7. etap: Kraków > Kraków, 25 km
| Miejsce | Zawodnik              | Zespół               | Czas     |
| ------- | --------------------- | -------------------- | -------- |
| 1.      | Marcin Białobłocki    | Reprezentacja Polski | 28' 45"  |
| 2.      | Wasil Kiryjenka       | Team Sky             | + 2"     |
| 3.      | Rick Flens            | Team LottoNL-Jumbo   | + 59"    |
| 4.      | Damien Howson         | Orica GreenEdge      | + 1' 09" |
| 5.      | Jurgen Van den Broeck | Lotto Soudal         | + 1' 16" |

| Miejsce | Zawodnik       | Zespół          | Czas        |
| ------- | -------------- | --------------- | ----------- |
| 1.      | Jon Izagirre   | Movistar Team   | 26h 04' 38" |
| 2.      | Bart De Clercq | Lotto Soudal    | + 2"        |
| 3.      | Ben Hermans    | BMC Racing Team | + 3"        |
| 4.      | Ilnur Zakarin  | Team Katusha    | + 14"       |
| 5.      | Fabio Aru      | Pro Team Astana | + 15"       |

## Liderzy klasyfikacji po etapach
| Etap                 | Zwycięzca            | Klasyfikacja generalna · | Klasyfikacja punktowa · | Klasyfikacja górska · | Klasyfikacja najaktywniejszych · | Klasyfikacja drużynowa | Najwyżej sklasyfikowany Polak · |
| -------------------- | -------------------- | ------------------------ | ----------------------- | --------------------- | -------------------------------- | ---------------------- | ------------------------------- |
| 1                    | Marcel Kittel        | Marcel Kittel            | Marcel Kittel           | Adrian Kurek          | Matej Mohorič                    | Team LottoNL-Jumbo     | Michał Kwiatkowski              |
| 2                    | Matteo Pelucchi      | Marcel Kittel            | Marcel Kittel           | Adrian Kurek          | Kamil Gradek                     | Team LottoNL-Jumbo     | Michał Kwiatkowski              |
| 3                    | Matteo Pelucchi      | Marcel Kittel            | Marcel Kittel           | Adrian Kurek          | Marcin Białobłocki               | Team LottoNL-Jumbo     | Michał Kwiatkowski              |
| 4                    | Maciej Bodnar        | Kamil Zieliński          | Marcel Kittel           | Kamil Zieliński       | Kamil Gradek                     | Team Tinkoff-Saxo      | Kamil Zieliński                 |
| 5                    | Bart De Clercq       | Bart De Clercq           | Marcel Kittel           | Grega Bole            | Kamil Gradek                     | BMC Racing Team        | Tomasz Marczyński               |
| 6                    | Sergio Henao         | Sergio Henao             | Marcel Kittel           | Maciej Paterski       | Kamil Gradek                     | Lotto Soudal           | Tomasz Marczyński               |
| 7                    | Marcin Białobłocki   | Jon Izagirre             | Marcel Kittel           | Maciej Paterski       | Kamil Gradek                     | Lotto Soudal           | Tomasz Marczyński               |
| Klasyfikacja końcowa | Klasyfikacja końcowa | Jon Izagirre             | Marcel Kittel           | Maciej Paterski       | Kamil Gradek                     | Lotto Soudal           | Tomasz Marczyński               |